# Sonata cho vĩ cầm số 21 (Mozart)
Sonata cho Piano và Violin Số 21 cung Mi thứ (K. 304/300c) là một tác phẩm của Wolfgang Amadeus Mozart. Bản nhạc được sáng tác vào năm 1778 khi Mozart đang ở Paris. Tác phẩm được sáng tác trong cùng thời gian mẹ của Mozart là Anna Maria Mozart qua đời, do đó tâm trạng của ông phần nào đã được bản sonata này phản ánh. Đây là tác phẩm dành cho nhạc cụ duy nhất của Mozart có âm chủ là Mi thứ.

## Cấu trúc
Tác phẩm gồm hai chương, đều là giọng Mi thứ.

### I. Allegro
- Nhịp nhạc 2
2
- Mở đầu tác phẩm là sự đồng thanh mạnh mẽ từ violin và hiệu ứng quãng tám của piano. Hiệu ứng chuỗi hợp âm rời (Arpeggio) cũng đem lại sự ấn tượng nhất định. Trong giai điệu đầu, violin đóng một vai trò đơn giản nhưng hiệu quả khi đã được tô điểm thêm những đoạn nhấn. Thông thường, giai điệu phải là Mi-Fa thăng-Mi-Rê thăng-Mi, nhưng "thang âm của Mozart" được sử dụng một cách khéo léo trong dòng giai điệu đặc trưng của Mi-Fa-Mi-Rê thăng-Mi. Giai điệu này không đòi hỏi nhiều kỹ thuật khó nhằm tạo gánh nặng cho người chơi chưa tốt.

### II. Tempo di Menuetto
- Nhịp nhạc 3
4

- Không giống như chương trước, chương hai là có giai điệu tương đối chậm và tha thiết hơn.